# غافين وارد
غافين وارد (بالإنجليزية: Gavin Ward)‏ (30 يونيو 1970 في المملكة المتحدة - ) هو لاعب كرة قدم بريطاني في مركز حراسة المرمى. لعب مع أستون فيلا وبرادفورد سيتي وبريستون نورث إيند وبولتون واندررز وستوك سيتي وشروزبري تاون وكارديف سيتي وكوفنتري سيتي وليستر سيتي ونادي بارنسلي ونادي بيرنلي ونادي ترانمير روفرز لكرة القدم ونادي ريكسهام ونادي والسول ووست بروميتش ألبيون ونادي تشستر سيتي ونادي غاينسبورو ترينيتي ونادي هدنسفورد تاون.

## وصلات خارجية
- غافين وارد على موقع قاعدة بيانات كرة القدم.إي يو (الإنجليزية)
- غافين وارد على موقع Soccerbase.com (لاعب) (الإنجليزية)
- غافين وارد على موقع عالم كرة القدم.نت (الإنجليزية)